# Sébastien Grosjean

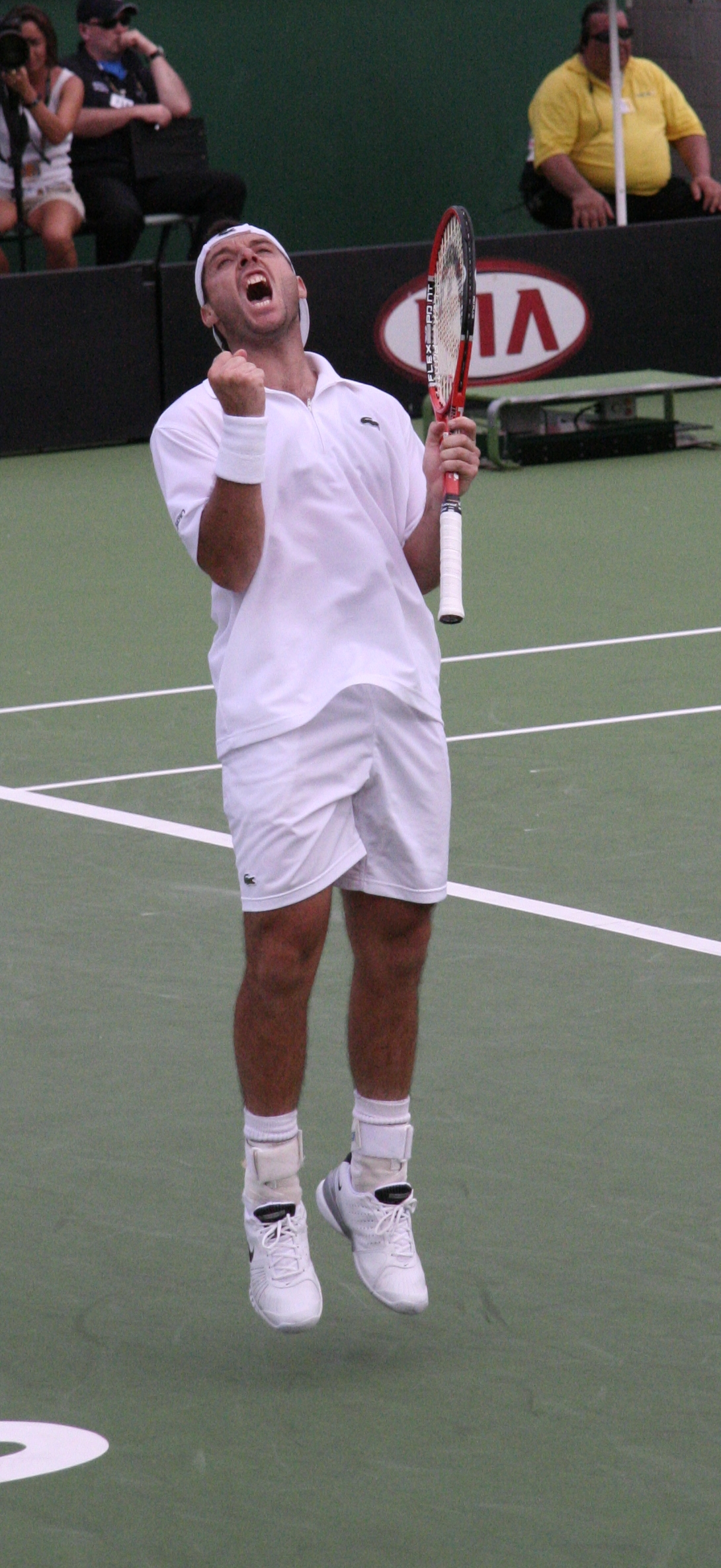
Sebastien Grosjean

Sébastien Grosjean, född 29 maj 1978 i Marseille, är en fransk före detta professionell tennisspelare. Han är högerhänt och debuterade på ATP-touren 1996 och avslutade sin karriär den 27 maj 2010. Sin högsta ranking nådde han i oktober 2002, fyra.
Han har spelat tretton singelfinaler på touren men bara vunnit fyra av dessa.
I Grand Slam-sammanhang nådde han fyra semifinaler. 2001 vann han Davis Cup med Frankrike.
I prispengar har han till november 2009 spelat in 8 131 803 amerikanska dollar. Han avslutade sin professionella tenniskarriär år 2010.

## Titlar

### Singel (4)
- 2000 - Nottingham
- 2001 - Paris
- 2002 - Sankt Petersburg
- 2007 - Lyon

### Dubbel (5)
- 2000 - Casablanca
- 2002 - Marseille
- 2003 - Los Angeles
- 2004 - Indian Wells
- 2007 - Lyon